# Arthur Benda
Arthur Benda (Berlino, 23 marzo 1885 – Vienna, 7 settembre 1969) è stato un fotografo tedesco, fu collega ed amico della fotografa Dora Kallmus, in arte Madame d'Ora.

## Biografia
Fu allievo del fotografo Nicola Perscheid, tra il 1899 e il 1902, dove imparò e perfezionò le tecniche della colorazione fotografica e della stampa di alta qualità. Ciò gli permise di divenire direttore del laboratorio dello stesso atelier fotografico.
Incontrò Dora Kallmus nel 1906, dopo che anche lei era stata assistente di Perscheid. L'anno dopo lei aprì il proprio studio a Vienna chiamandolo col nome d'arte che aveva scelto, Madame d'Ora, ed invitò Benda a fargli da assistente. L'atelier divenne molto presto famoso nella ritrattistica e nella moda comparendo spesso nelle riviste dell'epoca della capitale austriaca. Con l'incoranazione di Carlo I d'Austria il 21 novembre 1916 le loro fotografie furono oggetto di grande notorietà e raggiunsero ogni giornale.
Le notizie sull'atelier in nostro possesso ci informano che nel 1921 i due erano soci e che aprirono altre sedi: nel 1925 fu aperto lo studio a Parigi, mentre già durante i mesi estivi avevano aperto lo studio a Karlovy Vary quale centro di villeggiatura curativa che fin dal 1870 aveva portato un gran numero di visitatori, località peraltro molto frequentata dalla nobiltà.
Mentre Kallmus nel 1927 si trasferì presso lo studio parigino e preferì principalmente la moda, Benda e sua moglie Hanny Mittler continuarono a gestire l'atelier viennese. Oltre ai ritratti, egli si dedicò ai nudi coi quali si fece conoscere su molte delle riviste maschili del mondo. Inoltre, grazie all'invito del re Zog I di Albania di recarsi a Tirana per fotografare la sua famiglia, dove rimase per tre settimane, ebbe un contratto finanziariamente molto favorevole.
Dopo la seconda guerra mondiale aprì a Vienna uno studio a proprio nome. Morì a causa di un ictus. Il suo archivio fotografico è conservato presso il Museo del Castello di Linz.